# Sergueï Tchernov
Pour les articles homonymes, voir Tchernov.
Sergueï Aleksandrovitch Tchernov (en russe : Сергей Александрович Чернов) est un herpétologiste soviétique, né le 28 juillet 1903 à Kharkov en actuelle Ukraine et mort le 2 janvier 1964 à Léningrad.

## Biographie
Il étudie à l’université de Karkhov notamment auprès d’Alexandre Nikolski (1858-1942) jusqu’en 1926. Il devient conservateur du département d’herpétologie du muséum zoologique de l’Académie des sciences de Léningrad en 1930 où il succède à Sergueï Tsarevski. Tchernov étudie la faune de la Transcaspienne (1932), du Caucase (1937-1939) et du Tadjikistan (1942-1944). Parmi ses nombreuses publications, il faut citer le Synopsis des Reptiles et des Amphibiens d'URSS avec Pavel Terentiev (1903-1970), qui connaît trois éditions russes (1936, 1940 et 1949) et est traduit en anglais en 1965. C’est Ilia Darevski (1925-2009), son étudiant, qui lui succède à la tête du département d’herpétologie.

## Source
- (en) Kraig Adler (1989), Contributions to the History of Herpetology, Society for the study of amphibians and reptiles, 202 p.  (ISBN 0-916984-19-2)